# It's a Wise Child
It's a Wise Child is een Amerikaanse filmkomedie uit 1931 onder regie van Robert Z. Leonard.

## Verhaal
Door een misverstand gaat iedereen geloven dat Joyce Stanton zwanger is. De conservatieve familie van Joyce gaat meteen op zoek naar de vader. Joyce doet in feite alleen maar alsof ze in positie is. Op die manier neemt ze de zwangere dienstmeid in bescherming. 

## Rolverdeling
| Acteur          | Personage       |
| --------------- | --------------- |
| Marion Davies   | Joyce Stanton   |
| Sidney Blackmer | Steve           |
| James Gleason   | Cool Kelly      |
| Polly Moran     | Bertha          |
| Lester Vail     | Roger Baldwin   |
| Marie Prevost   | Annie Ostrom    |
| Clara Blandick  | Mevrouw Stanton |
| Robert McWade   | G.A. Appleby    |
| Johnny Arthur   | Otho Peabody    |
| Hilda Vaughn    | Alice Peabody   |
| Ben Alexander   | Bill Stanton    |
| Emily Fitzroy   | Jane Appleby    |